# FK Budućnost Podgorica
Fudbalski klub Budućnost Podgorica (Фудбалски Клуб Будућност Подгорица) – czarnogórski klub piłkarski z siedzibą w stolicy Czarnogóry – Podgoricy. Został utworzony w 1925 roku. Obecnie występuje w Prvej lidze Czarnogóry. Nazwa Budućnost po polsku oznacza „przyszłość”.

## Historia
Klub został założony w 1925 roku. W 1946 roku stał się jedynym pierwszoligowym klubem z Czarnogóry. Klub od początku istnienia grał w niebiesko-białych barwach. Największe sukcesy, jakie odniosła Budućnost to gra w finałach Pucharu Jugosławii w latach 1965 oraz 1977. Najbardziej znani piłkarze grający niegdyś w Budućnost to Predrag Mijatović, Dejan Savićević i Branko Brnović, etatowi reprezentanci Jugosławii.
Budućnost grała dwukrotnie w Pucharze Intertoto. W 1981, kiedy to zajęli pierwsze miejsce w swojej grupie, oraz w 2005 roku, w których to najpierw pokonała maltański klub Valletta FC, a następnie uległa hiszpańskiemu Deportivo La Coruña. Drużyna Budućnosti grała w 1991 roku w finale Pucharu Bałkańskiego, w którym przegrała z drużyną Interu Sybin.
Drużyna swoje mecze rozgrywa na największym stadionie w Czarnogórze, o nazwie Stadion Pod Goricom. Stadion ten może pomieścić około 17 tysięcy widzów. Kibice drużyny Budućnosti zwani są Varvari i są najbardziej znaną grupą kibiców z Czarnogóry.
W sezonie 2009/2010 roku drużyna z Podgoricy zagrała z Polonią Warszawą w pierwszej rundzie eliminacyjnej Ligi Europy. Polonia wygrała pierwszy mecz 0:2. Bramki: 0:1 - Igor Kozioł (54', asysta Jarosław Lato),
0:2 - Tomasz Jodłowiec (64', asysta Mariusz Zasada). Widzów 6000.
Rewanż odbył się 9 lipca na stadionie przy ul. Konwiktorskiej 6 w Warszawie. Drużyna z Czarnogóry wygrała 1:0 po bramce Ivana Vukovicia w 51. minucie.

## Stadion

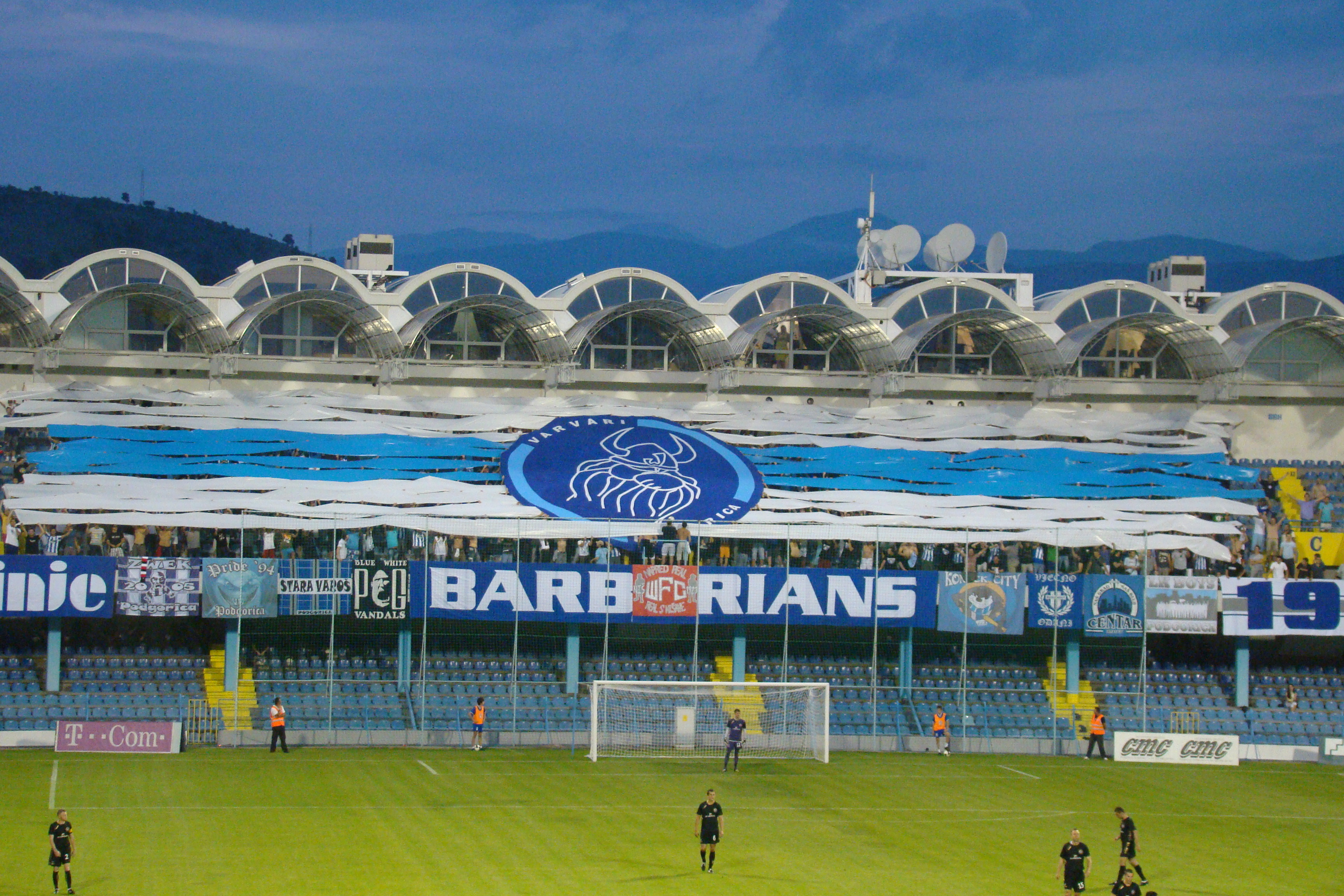
Oprawa kibiców Budućnosti podczas meczu z Polonią Warszawa

Klub rozgrywa swoje mecze domowe na stadionie Stadion Pod Goricom w Podgoricy, który może pomieścić 15.230 widzów.

## Sezony
| Sezon                          | Liga                                                 | Poziom | Miejsce |
| Federalna Republika Jugosławii |                                                      |        |         |
| 1999/00                        | Prva liga SR Јugoslavije                             | I      | 12      |
| 2000/01                        | Prva liga SR Јugoslavije                             | I      | 15      |
| 2001/02                        | Druga liga SR Јugoslavije – Grupa Jug (Południe)     | II     | 2       |
| 2002/03                        | Druga liga SR Јugoslavije – Grupa Jug (Południe)     | II     | 3       |
| Serbia i Czarnogóra            |                                                      |        |         |
| 2003/04                        | Druga liga Srbije i Crne Gore – Grupa Jug (Południe) | II     | 1       |
| 2004/05                        | Super liga Srbije i Crne Gore                        | I      | 6       |
| 2005/06                        | Super liga Srbije i Crne Gore                        | I      | 14 *    |
| Czarnogóra                     |                                                      |        |         |
| 2006/07                        | Prva liga                                            | I      | 2       |
| 2007/08                        | Prva liga                                            | I      | 1       |
| 2008/09                        | Prva liga                                            | I      | 2       |
| 2009/10                        | Prva liga                                            | I      | 2       |
| 2010/11                        | Prva liga                                            | I      | 2       |
| 2011/12                        | Prva liga                                            | I      | 1       |
| 2012/13                        | Prva liga                                            | I      | 2       |
| 2013/14                        | Prva liga                                            | I      | 4       |
| 2014/15                        | Prva liga                                            | I      | 3       |
| 2015/16                        | Prva liga                                            | I      | 2       |
| 2016/17                        | Prva liga                                            | I      | 1       |
| 2017/18                        | Prva liga                                            | I      | 2       |
| 2018/19                        | Prva liga                                            | I      | 2       |
| 2019/20                        | Prva liga                                            | I      | 1       |
| 2020/21                        | Prva liga                                            | I      | 1       |

 * W wyniku przeprowadzonego 21 maja 2006 referendum niepodległościowego zadeklarowano  zerwanie dotychczas istniejącej federacji Czarnogóry z Serbią (Serbia i Czarnogóra). W związku z tym po sezonie 2005/06  wszystkie czarnogórskie zespoły wystąpiły z lig Serbii i Czarnogóry, a od nowego sezonu 2006/07 Budućnost Podgorica przystąpił do rozgrywek Prvej crnogorskiej ligi.

## Sukcesy
- mistrzostwo Czarnogóry (7): 2008, 2012, 2017, 2020, 2021, 2023, 2025.
- wicemistrzostwo Czarnogóry (8): 2007, 2009, 2010, 2011, 2013, 2016, 2018 i 2019.
- mistrzostwo Drugiej ligi Srbije i Crne Gore (1): 2004 (awans do Prvej ligi Srbije i Crne Gore).
- wicemistrzostwo Drugiej ligi SR Јugoslavije (1): 2002.
- Puchar Jugosławii:
  - finalista (2): 1965, 1977.
- Puchar Czarnogóry:
  - zdobywca (5): 2013, 2019, 2021, 2022 i 2024.
  - finalista (3): 2008, 2010 i 2016.

## Europejskie puchary
Legenda do wszystkich tabel:
- Q – runda eliminacyjna, 1/16, 1/8, 1/4, 1/2 – odpowiednia faza rozgrywek, Grupa – runda grupowa, 1r gr – pierwsza runda grupowa, 2r gr – druga runda grupowa, F – finał, R – runda, PO – play-off
- k. – rzuty karne, los. – losowanie, Dogr. – dogrywka, w. – zasada bramek strzelonych na wyjeździe

| Sezon   | Rozgrywki               | Runda   | Klub                    | Dom     | Wyjazd  | Ogólnie     |
| ------- | ----------------------- | ------- | ----------------------- | ------- | ------- | ----------- |
| 1981    | Puchar Intertoto        | Grupa 4 | Wacker Innsbruck        | 1–2     | 3–1     | 1. miejsce  |
| 1981    | Puchar Intertoto        | Grupa 4 | Östers                  | 3–1     | 0–0     | 1. miejsce  |
| 1981    | Puchar Intertoto        | Grupa 4 | Odense                  | 4–2     | 1–1     | 1. miejsce  |
| 1995    | Puchar Intertoto        | Grupa 7 | Bayer 04 Leverkusen     |         | 0–3     | 4. miejsce  |
| 1995    | Puchar Intertoto        | Grupa 7 | OFI Kreta               | 3–4     |         | 4. miejsce  |
| 1995    | Puchar Intertoto        | Grupa 7 | Nea Salamina Famagusta  | 1–1     |         | 4. miejsce  |
| 1995    | Puchar Intertoto        | Grupa 7 | Pärnu JK Tervis         |         | 3–1     | 4. miejsce  |
| 2005    | Puchar Intertoto        | 1R      | Valletta FC             | 2–2     | 5–0     | 7–2         |
| 2005    | Puchar Intertoto        | 2R      | Deportivo La Coruña     | 2–1     | 0–3     | 2–4         |
| 2007/08 | Puchar UEFA             | 1Q      | Hajduk Split            | 1–1     | 0–1     | 1–2         |
| 2008/09 | Liga Mistrzów           | 1Q      | Tampere United          | 1–1     | 1–2     | 2–3         |
| 2009/10 | Liga Europy             | 1Q      | Polonia Warszawa        | 0–2     | 1–0     | 1–2         |
| 2010/11 | Liga Europy             | 2Q      | Bakı FK                 | 1–2     | 3–0     | 4–2         |
| 2010/11 | Liga Europy             | 3Q      | Brøndby                 | 1–2     | 0–1     | 1–3         |
| 2011/12 | Liga Europy             | 1Q      | Flamurtari Wlora        | 1–3     | 2–1     | 3–4         |
| 2012/13 | Liga Mistrzów           | 2Q      | Śląsk Wrocław           | 0–2     | 1–0     | 1–2         |
| 2014/15 | Liga Europy             | 1Q      | SS Folgore/Falciano     | 3–0     | 2–1     | 5–1         |
| 2014/15 | Liga Europy             | 2Q      | Omonia Nikozja          | 0–2     | 0–0     | 0–2         |
| 2015/16 | Liga Europy             | 1Q      | Spartaks Jurmała        | 1–3     | 0–0     | 1–3         |
| 2016/17 | Liga Europy             | 1Q      | Rabotniczki Skopje      | 1–0     | 1–1     | 2–1         |
| 2016/17 | Liga Europy             | 2Q      | KRC Genk                | 2–0     | 0–2     | 2–2, k: 4–2 |
| 2017/18 | Liga Mistrzów           | 2Q      | FK Partizan             | 0–0     | 0–2     | 0–2         |
| 2018/19 | Liga Europy             | 1Q      | AS Trenčín              | 0–2     | 1–1     | 1–3         |
| 2019/20 | Liga Europy             | 1Q      | Narva Trans             | 4–1     | 2–0     | 6–1         |
| 2019/20 | Liga Europy             | 2Q      | Zoria Ługańsk           | 1–3     | 0–1     | 1–4         |
| 2020/21 | Liga Mistrzów           | 1Q      | Łudogorec Razgrad       | 1–3 (D) | 1–3 (D) | 1–3 (D)     |
| 2020/21 | Liga Europy             | 2Q      | FK Astana               | 1–0 (W) | 1–0 (W) | 1–0 (W)     |
| 2020/21 | Liga Europy             | 3Q      | FK Sarajevo             | 1–2 (W) | 1–2 (W) | 1–2 (W)     |
| 2021/22 | Liga Mistrzów           | 1Q      | HJK Helsinki            | 0–4     | 1–3     | 1–7         |
| 2021/22 | Liga Konferencji Europy | 2Q      | HB Tórshavn             | 0–2     | 0–4     | 0–6         |
| 2022/23 | Liga Konferencji Europy | 1Q      | KF Llapi                | 2–0     | 2–2     | 4–2         |
| 2022/23 | Liga Konferencji Europy | 2Q      | Breiðablik              | 2–1     | 0–2     | 2–3         |
| 2023/24 | Liga Mistrzów           | PQ      | Atlètic Club d’Escaldes | 3–0 (N) | 3–0 (N) | 3–0 (N)     |
| 2023/24 | Liga Mistrzów           | PQ      | Breiðablik UBK          | 0–5 (N) | 0–5 (N) | 0–5 (N)     |
| 2023/24 | Liga Konferencji Europy | 2Q      | FK Struga               | 3–4     | 0–1     | 3–5         |
| 2024/25 | Liga Konferencji        | 1Q      | FC Malisheva            | 3–0     | 0–1     | 3–1         |
| 2024/25 | Liga Konferencji        | 2Q      | CSKA 1948 Sofia         | 1–1     | 0–1     | 1–2, Dogr.  |
| 2025/26 | Liga Mistrzów           | 1Q      | Noah Erywań             | 2–2     | 0–1     | 2–3         |
| 2025/26 | Liga Konferencji        | 2Q      | Milsami Orgiejów        | 0–0     | 1–2     | 1–2         |

## Obecny skład
Na podstawie:
(stan na 27 czerwca 2023)
| Poz. | Imię i nazwisko    | Data urodzin     | Obywatelstwo      |
| ---- | ------------------ | ---------------- | ----------------- |
| BR   | Miloš Dragojevic   | 3 lutego 1989    | Czarnogóra        |
| BR   | Djordjije Pavlicic | 3 grudnia 1996   | Czarnogóra        |
|      |                    |                  |                   |
| OB   | Marko Simic        | 16 czerwca 1987  | Czarnogóra Serbia |
| OB   | Vladan Adzic       | 5 lipca 1987     | Czarnogóra        |
| OB   | Damjan Dakic       | 28 kwietnia 2004 | Czarnogóra        |
| OB   | Andrija Raznatovic | 24 grudnia 2000  | Czarnogóra        |
| OB   | Uros Ignjatovic    | 18 lutego 2001   | Serbia            |
|      |                    |                  |                   |
| PO   | Luka Mirković      | 1 listopada 1990 | Czarnogóra        |
| PO   | Miomir Djurickovic | 26 lipca 1997    | Czarnogóra        |
| PO   | Marko Pavlovski    | 7 lutego 1994    | Serbia            |
| PO   | Jovan Dašić        | 29 marca 2003    | Czarnogóra        |
| PO   | Ivan Novovic       | 26 kwietnia 1989 | Czarnogóra        |
| PO   | Vasilije Terzic    | 12 maja 1999     | Czarnogóra        |
| PO   | Ariel Lucero       | 16 kwietnia 1999 | Argentyna         |
| PO   | Petar Sekulovic    | 14 sierpnia 1998 | Czarnogóra        |
| PO   | Vladimir Perisic   | 26 sierpnia 2004 | Czarnogóra        |
|      |                    |                  |                   |
| NA   | Petar Grbic        | 7 sierpnia 1988  | Czarnogóra Serbia |
| NA   | Zoran Petrovic     | 14 lipca 1997    | Czarnogóra Serbia |
| NA   | Filip Knezevic     | 8 listopada 1991 | Serbia            |
| NA   | Balša Sekulić      | 10 czerwca 1998  | Czarnogóra        |
| NA   | Marko Mrvaljevic   | 5 czerwca 2001   | Czarnogóra        |

## Inne dyscypliny
Budućnost ma także jedne z najlepszych na Bałkanach drużyn koszykówki, piłki ręcznej oraz siatkówki.